# 打滚镇
打滚镇，2020前为打滚乡，是中华人民共和国四川省甘孜藏族自治州德格县下辖的一个乡镇级行政单位。

## 行政区划
打滚镇下辖以下地区：
尼穷村、然尼村、康秋村和嘎拖村。